# شونگ!
«شونگ!» (کره‌ای: 슝!; لاتین‌نویسی اصلاح‌شده: Syung!؛ انگلیسی: Shoong!) ترانه‌ای از خواننده اهل کره جنوبی، ته‌یانگ با همکاری رپر و خواننده تایلندی لیسا از گروه دخترانه کره جنوبی، بلک‌پینک است. این ترانه توسط د بلک لیبل در ۲۵ آوریل ۲۰۲۳ به عنوان دومین قطعه از دومین آلبوم چندآهنگه ته‌یانگ به نام Down to Earth (۲۰۲۳) منتشر شد.